# Jamma kyrka
Jamma kyrka,  S:t Trinitatis eller Trefaldighetskyrkan, (estniska: Jämaja kirki) är en kyrka tillhörande Jämaja församling på ön Ösel och enligt modern förvaltningsindelning i Ösels kommun i landskapet Saaremaa i Estland.

## Kyrkobyggnaden
Den första kyrkan byggdes troligen i trä efter år 1227 när ön erövrades av tyska korsfarare under Albert av Riga som tvångskristnade befolkningen. Träkyrkan förstördes av brand och en ny kyrka byggdes i sten på 1300-talet. En kraftig storm raserade delar av kyrkan under pågående gudstjänst nyårsdagen 1864. Korläktaren samt fönster rasade in och församlingen utrymdes i panik. 30 personer skadades allvarligt och en kvinna omkom. Kyrkan renoverades i nygotisk stil under ett halvår och invigdes den 27 september av Ösels superintendent Gottlieb Alexander von Schmidt, (1794–1871). Kyrkans historik nedtecknades av Martin Körber, (1817–1893), pastor i Anseküla mellan 1846 och 1875, och publicerades i andra volymen i sin samling "Oesel einst und jezt" (1899).
I anslutning till kyrkan står ett gravkapell för adelssläkten von Buxhoeveden.

## Inredning
Predikstolen ifrån (1600-talet) i Renässansstil har en senmedeltida basrelief med "Maria bebådelse" motiv.
Ett epitafium ifrån 1700-talet samt två begravningsvapen ifrån 1600-talet monterade på kyrkväggarna av dolomit.
Ett nygotiskt altare, orgel- och sidoaltare, ett renässanskor, 
Altartavlan är en oljemålning ifrån 1800-talet och motivet är Jesus och aposteln Petrus, enligt Matteus 14, 28-31. Tavlans tema: "Hjälp mig, Herre!" finns ofta i kyrkor där havets brus hördes genom fönstret. 
Kyrkklockan är dekorerad och gjuten i brons och tillverkad i Ryssland på 1800-talet. 
Orgeln donerades 2015, av Höreda församling, i Linköpings stift, Sverige. .
Kyrkan används av EELK Jämaja Kolmainu församling . 

## Kyrkogård
Församlingens kyrkogård ligger vid stranden väster om Jamma kyrka. Ett minneskors är rest på kyrkogården till minne av offren för det sovjetiska flygvapnets sänkning av det tyska sjukhusfartyget M/S Moero, fredag morgon den 22 september 1944. M/S Moero som tillverkats 1937 och beslagtagits 1940 i Bordeaux, Frankrike av Tyskland, tjänstgjorde som sjukhusfartyg vid evakueringen av flyktingar och sårade ifrån Tallinn. Majoriteten av de minst 1300 (officiellt), men förmodligen runt 3000 estniska flyktingar och tyska sårade ombord dog på Östersjön; endast 618 räddades, . Bland offren var den estniske arkitekten Eugen Habermann samt kemisten Madis Nõu.

## Bildgalleri

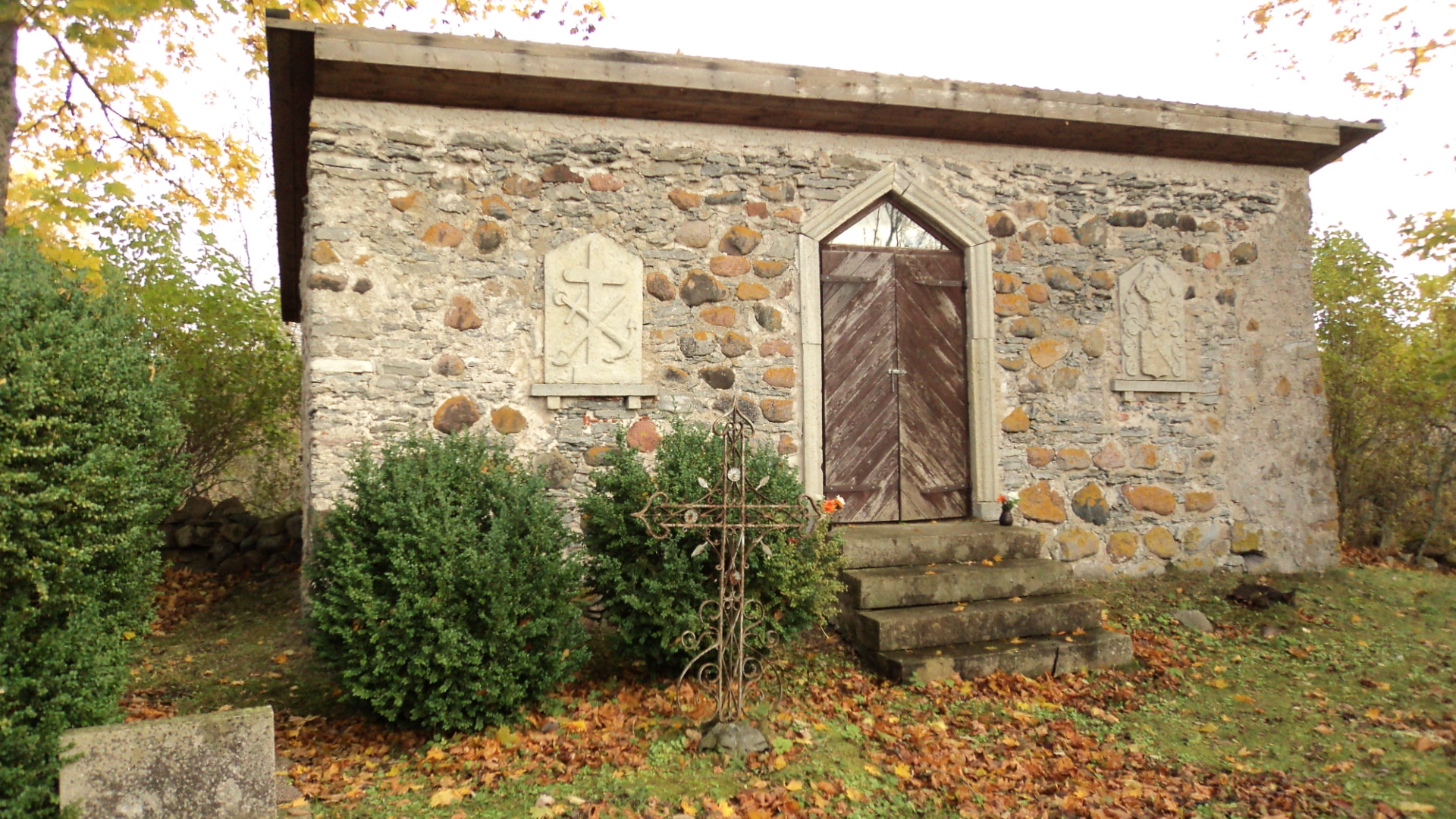
Jämaja kyrka, (sv. Jamma) familjekapell för von Buxhoeveden.
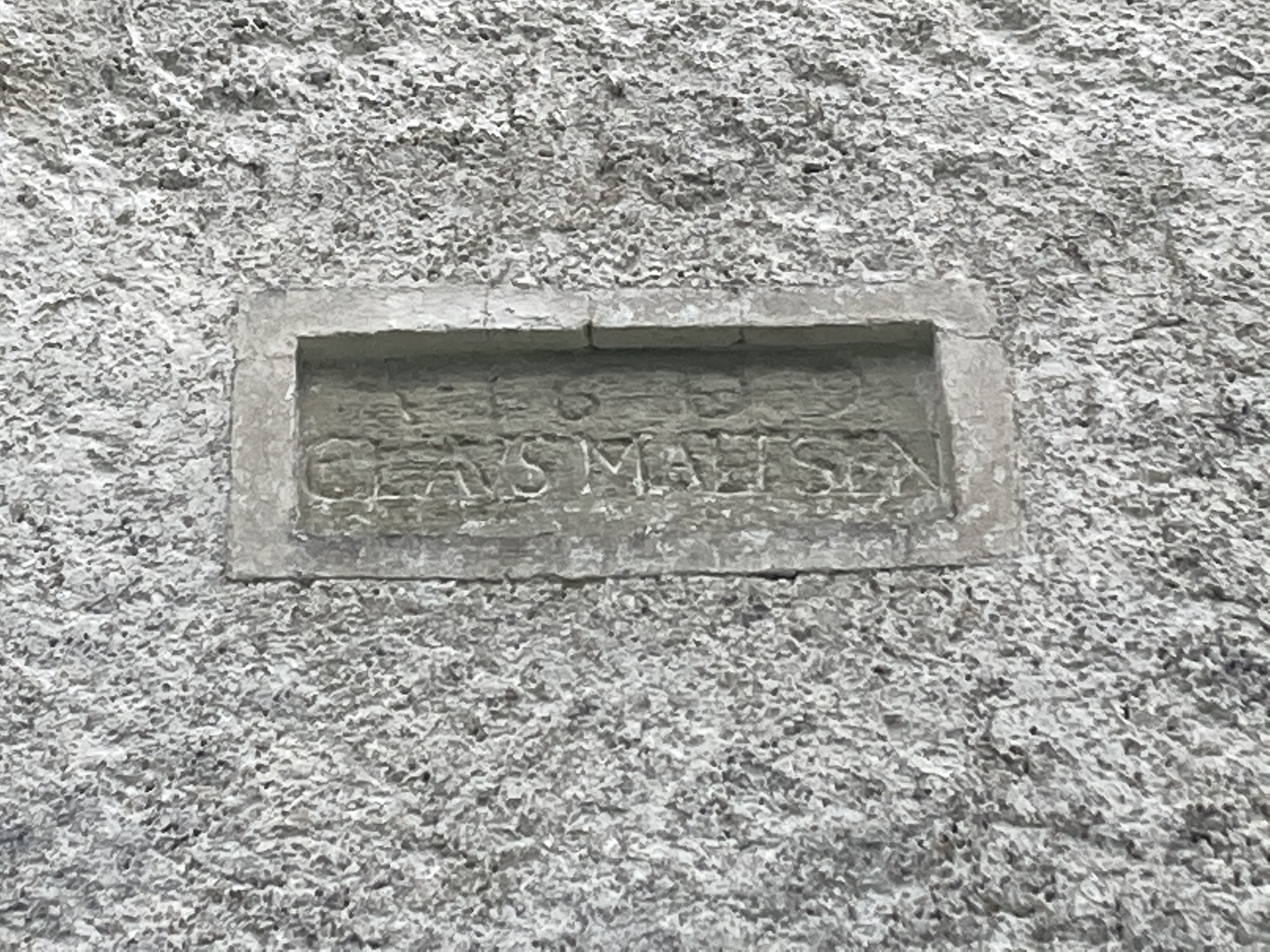
Stenrelief med ståthållare Claus Maltesen Sehesteds namn och året 1609 på östra ytterfasaden.
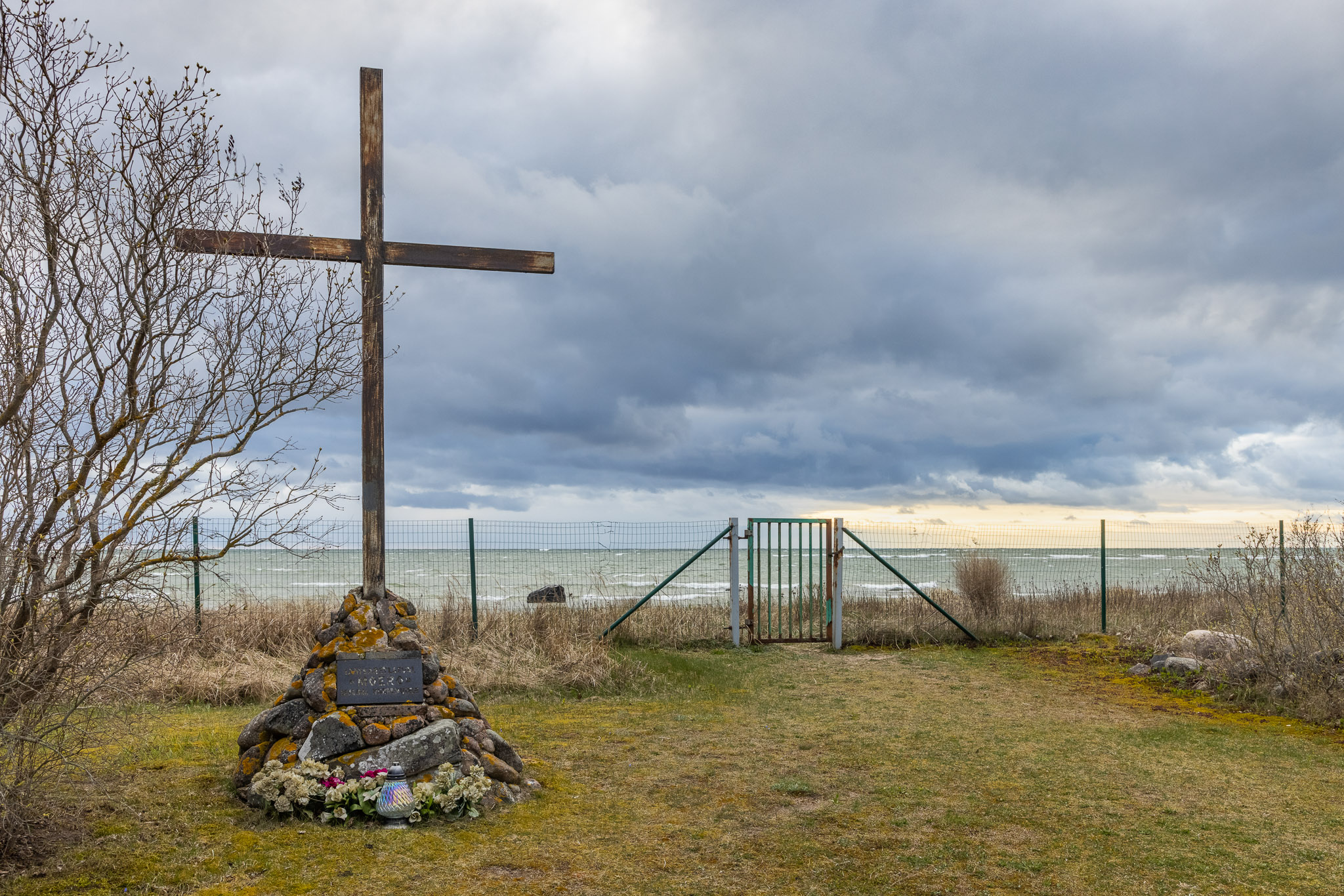
Minnesmärke på kyrkogården över offren av sänkningen av M/S Moero
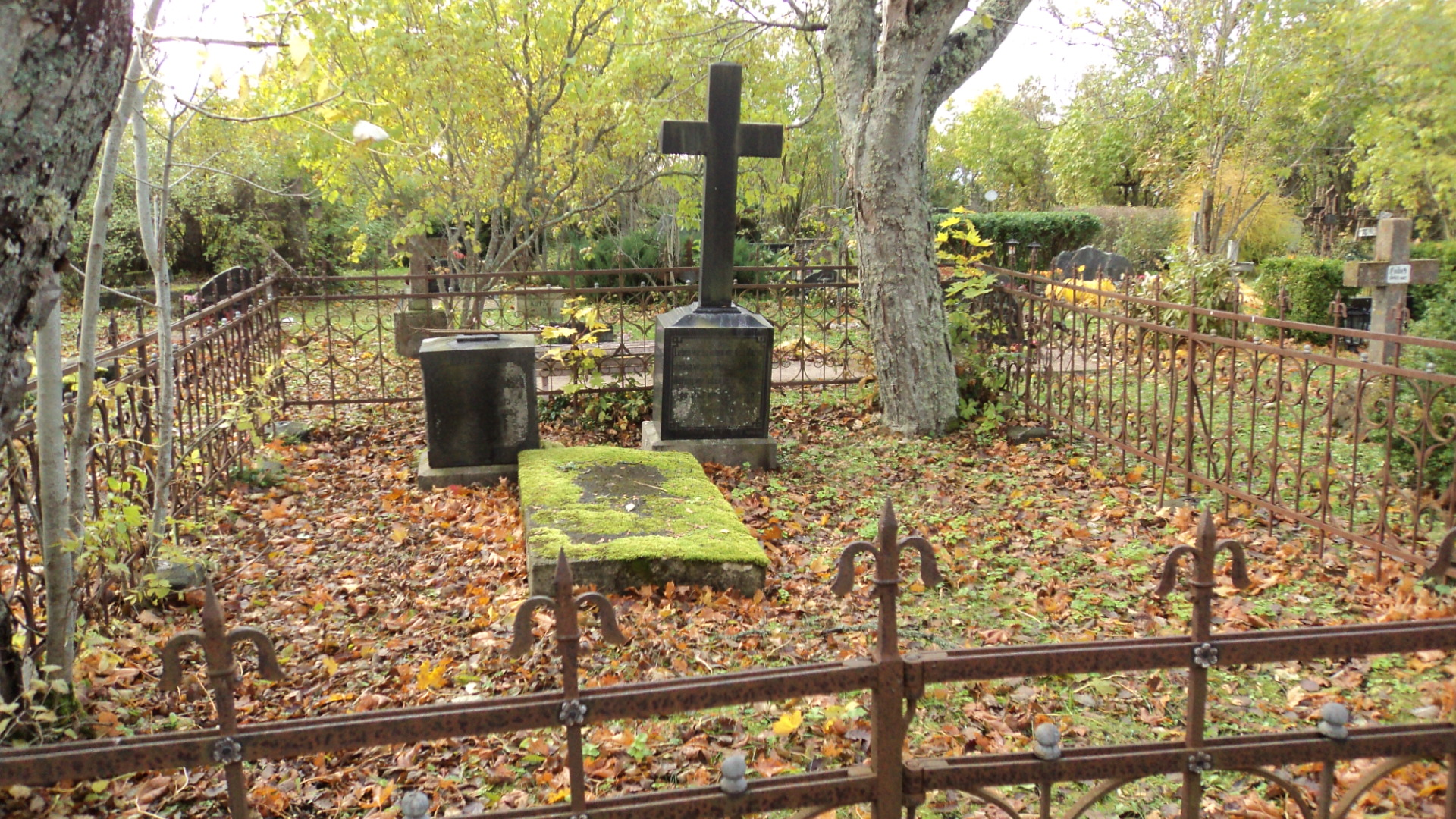
Gravplats på kyrkogården för Kaunispe herrgårds ägare, von Sengbusch.